# Michael von Grünigen
Michael «Mike» von Grünigen (* 11. April 1969 in Schönried, oft auch MvG genannt) ist ein ehemaliger Schweizer Skirennfahrer. Von Mitte der 1990er Jahre bis 2003 gehörte er zu den besten Läufern im Riesenslalom. Er dominierte diese Disziplin fast nach Belieben und ist, gemessen an der Anzahl Siege, der vierterfolgreichste Athlet nach Ingemar Stenmark, Marcel Hirscher und Ted Ligety. Von Grünigen gewann vier Weltmeisterschaftsmedaillen (davon zwei goldene) und eine Olympiamedaille. Darüber hinaus entschied er viermal die Riesenslalom-Disziplinenwertung des Alpinen Skiweltcups für sich. In seiner zweiten Disziplin, dem Slalom, gehörte er zeitweise zur erweiterten Weltspitze. Mit seiner zurückhaltenden Art galt er als einer der Ruhepole im sonst hektischen Weltcup. Seine fünf Jahre ältere Schwester Christine von Grünigen war ebenfalls im alpinen Skisport erfolgreich.

## Biografie
Von Grünigen wuchs in einfachen Verhältnissen in Schönried im Saanenland auf. Als Dreijähriger erlernte er das Skifahren. Früh verlor er seine Eltern: Die Mutter starb an einem Hirnschlag, als er sechs Jahre alt war, der Vater verunglückte drei Jahre später tödlich bei einem Traktorunfall. Als Vollwaise wurde von Grünigen von seinen älteren Geschwistern aufgezogen. Nachdem er 1985 die obligatorische Schulzeit beendet hatte, absolvierte er eine Lehre als Landmaschinenmechaniker. Nach zahlreichen Rennen auf Juniorenstufe ging er 1987 nach Sälen an die Juniorenweltmeisterschaften, wo er im Slalom die Silbermedaille gewann. Wenig später gelang ihm die Aufnahme in die Schweizer Nationalmannschaft.
Am 10. Januar 1989 bestritt von Grünigen sein erstes Weltcup-Rennen, den Riesenslalom in Kirchberg. Einige Monate später, am 23. November 1989, holte er als Sechster des Riesenslaloms in Park City die ersten Weltcuppunkte. Auch in der nächsten Saison blieb ein sechster Platz sein bestes Ergebnis. Im Riesenslalom der Weltmeisterschaften 1991 in Saalbach-Hinterglemm fuhr er auf Platz 7. Während der Saison 1991/92 näherte er sich weiter der Weltspitze an, mit einem vierten Platz als bestes Ergebnis. Bei den Olympischen Spielen 1992 klassierte er sich als Siebter des Slaloms.
Den ersten von insgesamt 23 Weltcupsiegen konnte von Grünigen am 19. Januar 1993 in Veysonnaz feiern. Der neuen Favoritenrolle konnte er bei den Weltmeisterschaften 1993 in Morioka zunächst nicht gerecht werden, da er im Riesenslalom ausschied. Dasselbe Missgeschick in seiner Paradedisziplin passierte ihm bei den Olympischen Winterspielen 1994 in Lillehammer, wo er im zweiten Lauf mit intakten Chancen auf einen Medaillengewinn ausschied. Im November 1994 gelang ihm in Val-d’Isère der zweite Weltcup-Sieg. Einen Monat später zog er sich eine Schulterverletzung zu, doch konnte er mit einer besonderen Armfixierung weiterhin Rennen fahren.
Nach zwei Siegen zu Beginn der Saison 1995/96 avancierte von Grünigen zum Favoriten bei den Weltmeisterschaften 1996 in der Sierra Nevada, musste sich aber mit der Bronzemedaille zufriedengeben. Eher überraschend kam hingegen der dritte Platz im Slalom. Die Saison beendete er als Sieger des Riesenslalom-Weltcups; in der Gesamtwertung erreichte er Platz 3. Sein Ausnahmetalent bestätigte er in der Saison 1996/97 mit vier Siegen, dem erneuten Gewinn des Riesenslalom-Weltcups und dem fünften Platz in der Gesamtwertung. Bei den Weltmeisterschaften 1997 in Sestriere gewann er mit über einer Sekunde Vorsprung auf Lasse Kjus die Goldmedaille im Riesenslalom; den Slalom beendete er als Siebter.
Aufgrund der Dominanz der Österreicher konnte er den Riesenslalom-Weltcup in der Saison 1997/98 nicht verteidigen; gleichwohl gelangen ihm zwei Siege. In Nagano gewann er bei den Olympischen Winterspielen 1998 die Bronzemedaille im Riesenslalom, wobei er sich den Österreichern Hermann Maier und Stephan Eberharter geschlagen geben musste. In der Saison 1998/99 konnte sich von Grünigen im Riesenslalom-Weltcup wieder durchsetzen, bei den Weltmeisterschaften 1999 blieb er jedoch ohne Medaille. Die Carving-Skitechnik begann ab der Saison 1999/2000 den Weltcup zu dominieren. Von Grünigen blieb erstmals seit 1994 ohne Sieg. Um den Anschluss nicht zu verlieren, wechselte er die Skimarke (von Rossignol zu Fischer Sports) und passte seinen Fahrstil an.
Die Umstellung zahlte sich aus: In St. Anton am Arlberg gewann von Grünigen bei den Weltmeisterschaften 2001 zum zweiten Mal die Goldmedaille im Riesenslalom. Im Weltcup siegte er in drei Rennen, musste jedoch Hermann Maier den Sieg in der Disziplinenwertung überlassen. Die Olympischen Winterspiele 2002 in Salt Lake City endeten für von Grünigen erfolglos, ebenso die Weltmeisterschaften 2003 in St. Moritz. Hingegen konnte er in seiner letzten Saison nochmals den Riesenslalom-Weltcup für sich entscheiden. Bei seinem letzten Weltcuprennen am 16. März 2003 absolvierte er den zweiten Lauf des Slaloms mit einer historischen Skiausrüstung.
Von Grünigen trat Ende März 2003 nach den Schweizer Meisterschaften in Verbier zurück. Seither ist er in verschiedenen Funktionen für seinen ehemaligen Ausrüster Fischer tätig (Rennsportkoordinator, Materialtests, Entwicklung neuer Ski, Marketing und Verkaufsförderung). Daneben nimmt er verschiedene Mandate für Sponsoren und in der Nachwuchsarbeit von Swiss-Ski wahr. Von Grünigen ist seit 1994 verheiratet und Vater dreier Söhne. Sein ältester Sohn Noel von Grünigen war ebenfalls Skirennfahrer.

## Trivia
1997 wurde von Grünigen bei der Fernsehshow Wetten, dass..? mit einer Wette von Peter Bauer herausgefordert. Bauer wettete, dass er auf seinem Snowboard über einen parallel ausgeflaggten Kurs in zwei Läufen schneller sei als von Grünigen. Bauer verlor die Wette hauptsächlich deswegen, weil er unmittelbar nach dem Start keine Skating-Technik anwenden konnte.

## Erfolge

### Olympische Spiele
- Albertville 1992: 7. Slalom, 13. Riesenslalom
- Lillehammer 1994: 15. Slalom
- Nagano 1998: 3. Riesenslalom, 19. Slalom
- Salt Lake City 2002: 11. Riesenslalom, 14. Slalom

### Weltmeisterschaften
- Saalbach 1991: 7. Riesenslalom
- Morioka 1993: 16. Slalom
- Sierra Nevada 1996: 3. Riesenslalom, 3. Slalom
- Sestriere 1997: 1. Riesenslalom, 7. Slalom
- Vail/Beaver Creek 1999: 7. Riesenslalom, 12. Slalom
- St. Anton 2001: 1. Riesenslalom, 22. Slalom
- St. Moritz 2003: 7. Riesenslalom

### Weltcupwertungen
| Saison  | Gesamt | Gesamt | Riesenslalom | Riesenslalom | Slalom | Slalom |
| Saison  | Platz  | Punkte | Platz        | Punkte       | Platz  | Punkte |
| ------- | ------ | ------ | ------------ | ------------ | ------ | ------ |
| 1989/90 | 46.    | 25     | 19.          | 18           | 30.    | 7      |
| 1990/91 | 49.    | 24     | 21.          | 14           | 23.    | 10     |
| 1991/92 | 28.    | 302    | 14.          | 183          | 20.    | 119    |
| 1992/93 | 20.    | 313    | 6.           | 236          | 24.    | 77     |
| 1993/94 | 19.    | 441    | 6.           | 351          | 20.    | 90     |
| 1994/95 | 9.     | 578    | 5.           | 296          | 7.     | 282    |
| 1995/96 | 3.     | 880    | 1.           | 738          | 13.    | 142    |
| 1996/97 | 5.     | 867    | 1.           | 660          | 11.    | 207    |
| 1997/98 | 6.     | 746    | 2.           | 560          | 16.    | 157    |
| 1998/99 | 8.     | 705    | 1.           | 483          | 9.     | 222    |
| 1999/00 | 15.    | 545    | 3.           | 466          | 31.    | 79     |
| 2000/01 | 5.     | 743    | 2.           | 612          | 17.    | 131    |
| 2001/02 | 15.    | 410    | 6.           | 356          | 28.    | 54     |
| 2002/03 | 15.    | 542    | 1.           | 542          | -      | -      |

### Weltcupsiege
Von Grünigen gewann 23 Weltcuprennen (alle Riesenslalom). 14 Mal wurde er Zweiter, 9 Mal Dritter. Im Slalom erreichte er zweimal den zweiten Platz (jeweils in Wengen).
| Datum             | Ort           | Land       |
| ----------------- | ------------- | ---------- |
| 19. Januar 1993   | Veysonnaz     | Schweiz    |
| 18. Dezember 1994 | Val-d’Isère   | Frankreich |
| 12. November 1995 | Tignes        | Frankreich |
| 17. November 1995 | Vail          | USA        |
| 25. November 1995 | Park City     | USA        |
| 19. Januar 1996   | Adelboden     | Schweiz    |
| 10. Februar 1996  | Hinterstoder  | Österreich |
| 22. Dezember 1996 | Alta Badia    | Italien    |
| 5. Januar 1997    | Kranjska Gora | Slowenien  |
| 8. März 1997      | Nagano        | Japan      |
| 15. März 1997     | Vail          | USA        |
| 26. Oktober 1997  | Tignes        | Frankreich |

| Datum             | Ort           | Land       |
| ----------------- | ------------- | ---------- |
| 14. Dezember 1997 | Val-d’Isère   | Frankreich |
| 28. Februar 1998  | Yongpyong     | Südkorea   |
| 20. Dezember 1998 | Alta Badia    | Italien    |
| 14. März 1999     | Sierra Nevada | Spanien    |
| 17. November 2000 | Park City     | USA        |
| 17. Dezember 2000 | Val-d’Isère   | Frankreich |
| 6. Januar 2001    | Les Arcs      | Frankreich |
| 10. März 2002     | Flachau       | Österreich |
| 22. November 2002 | Park City     | USA        |
| 15. Dezember 2002 | Val-d’Isère   | Frankreich |
| 1. März 2003      | Yongpyong     | Südkorea   |

### Juniorenweltmeisterschaften
- Sälen 1987: 2. Slalom, 5. Riesenslalom

### Sonstige Erfolge
- Schweizer Meister Slalom: 1996, 1997, 2001
- Schweizer Meister Riesenslalom: 1997, 2001

## Quelle
- Michael von Grünigen im Munzinger-Archiv (Artikelanfang frei abrufbar)